# 아시아 태평양 박람회
아시아 태평양 박람회는 1989년 3월 17일부터 9월 3일까지, 일본의 후쿠오카시에서 열린 지역 박람회이다. 후쿠오카 시의 시제 시행 100주년을 기념하여 개최되었으며, 통칭은 요카토피아(よかトピア)이다.

## 개요
이름 그대로 아시아 태평양 지역을 주제로 한 박람회였다. 일본에서는 1,056개 기업과 단체가, 외국에서는 대한민국 등을 포함한 총 37개국과 2개의 국제기관이 참여하였다. 총 43개(일본 33개, 외국 10개)의 전시관이 설치되었다.

## 마스코트
타이헤이군과 요코짱으로 일본 애니메이션의 대가 테즈카 오사무가 디자인했다. 그러나 데즈카 오사무는 박람회 개막 전에 사망하였다.

## 폐막 후 회장
박람회장 일대는 현재 시사이드 모모치라는 이름으로 알려져 있다. 요카토피아에 맞춰 건설된 후쿠오카 타워, 후쿠오카 시 박물관, 서부 가스 박물관은 그대로 영업을 계속하고, 남은 자리에는 주택지, 상업지, 공원으로 정비되었다. 후쿠오카 돔도 이곳에 있다.

## 같이 보기
- 박람회